# Croda del Becco
La Croda del Becco (Seekofel in tedesco; Sass dla Porta o Cul de ra Badessa in ladino) è un monte facente parte del gruppo della Croda Rossa d'Ampezzo, tra il Parco Naturale delle Dolomiti di Ampezzo (Provincia di Belluno) e le Dolomiti di Braies (catena delle Dolomiti orientali), a nord di Cortina d'Ampezzo e a sud-ovest di Braies. Rappresenta infatti, il punto più settentrionale del Comune di Cortina d'Ampezzo.

## Descrizione

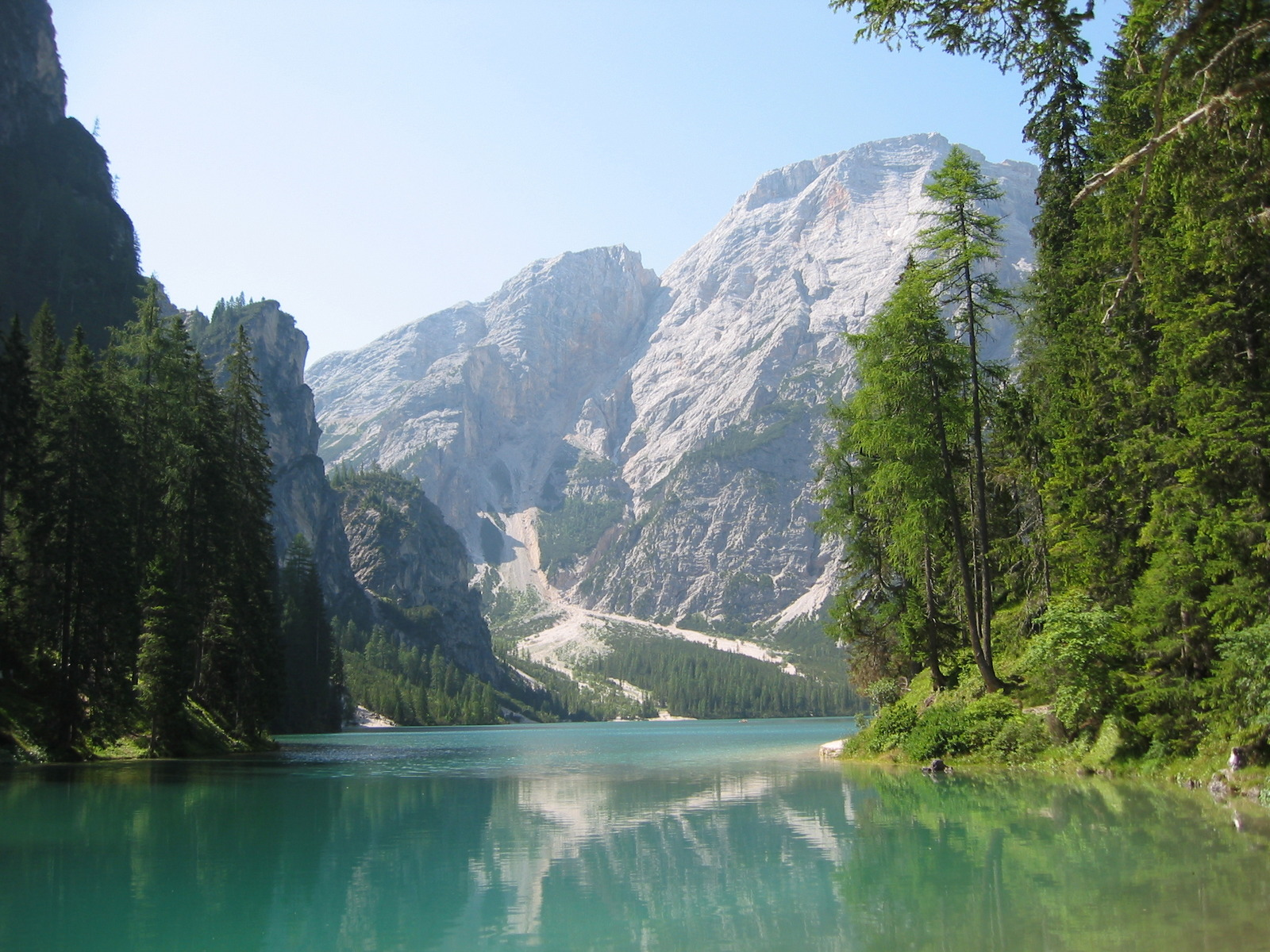
Il lago di Braies con la Croda sullo sfondo

La Croda del Becco, la cui vetta si erge per 2.810 m s.l.m., si trova a sud della località altoatesina di Braies (presso Dobbiaco) e a nord della Conca ampezzana. Da secoli, segna il confine tra i territori ampezzani e quelli pusteresi, e ancor oggi delimita il punto più settentrionale del comune di Cortina d'Ampezzo.
Ha una conformazione piuttosto regolare, quasi arrotondata, senza particolari picchi o speroni. Ai piedi del suo versante settentrionale, è situato il lago di Braies (Pragser Wildsee in tedesco).
Il rilievo fa parte del Parco naturale delle Dolomiti d'Ampezzo e del Parco naturale Fanes - Sennes e Braies.

## Le denominazioni
I nomi attribuiti a questo monte nelle tre lingue italiana, ladina e tedesca, sono tutti "nomi parlanti":
- la denominazione italiana Croda del Becco deriva dal fatto che, lungo le pendici di questo rilievo, prospera una nutrita comunità di stambecchi;
- la denominazione tedesca Seekofel significa semplicemente "Picco sul lago" (il lago di Braies).
- le denominazioni ladine hanno, invece, due diverse origini:
  1. il nome Sass dla Porta avrebbe origini mitologiche; deriverebbe, infatti, dalla saga del Regno dei Fanes, un antico reame della mitologia ladina che sarebbe esistito nelle attuali vallate dolomitiche in tempi immemorabili. Ogni anno, in una notte di luna piena, i pochi superstiti del popolo dei Fanes, distrutto dall'avidità di un re usurpatore, escono dall'enorme buco naturale scavato nella roccia del monte e effettuano in barca il giro del lago di Braies, guidati dalla loro regina e da Lujanta, mitica eroina[3].
  2. l'appellativo Cu de ra Badesa trarrebbe le proprie origini, invece, da fatti storici. Il crinale della Croda del Becco segnò per parecchi secoli il confine tra i territori amministrati dalle Regole d'Ampezzo e quelli sottoposti alla giurisdizione del castello-badia di Sonnenburg, oggi detto Castel Badia, nel comune di San Lorenzo di Sebato, presso Brunico. Verso la metà del XV secolo, tuttavia, la più celebre delle badesse di Sonnenburg, l'energica e bellicosa Verena von Stuben, tentò insistentemente di annettere la prosperosa conca ampezzana ai territori soggetti all'autorità del proprio convento. Dopo molti scontri, la badessa (che tra l'altro si era più volte ribellata all'autorità del potente vescovo di Bressanone, il filosofo e cardinale Niccolò Cusano) dovette desistere. È così, dunque, che gli ampezzani presero a chiamare sdegnosamente questo monte, dalla forma piuttosto arrotondata e che segnava il confine meridionale dei possedimenti dell'odiata badessa, Cu de ra Badesa.

## Faunistica
Su questo rilievo è stata reintrodotta, nell'ultimo ventennio, una piccola comunità di capra ibex (volgarmente chiamati "stambecchi"), il cui numero fluttua tra i 50 e i 100 esemplari. Scomparsi nel XX secolo a causa dell'eccessiva attività venatoria, gli stambecchi prosperano ora in quest'area e si sono diffusi anche alle altre vette ampezzane e dell'alto Cadore, raggiungendo l'Antelao, il Cristallo, il Lagazuoi e soprattutto le Marmarole.

## Escursionismo
La Croda del Becco offre un itinerario escursionistico. Partendo dall'Hotel Lago di Braies (1.494 m s.l.m.), si costeggia la riva orientale del piccolo bacino lacustre fino a prendere la mulattiera (segnavia n. 1) che porta sino alla forcella Sora Forno (Ofenscharte, 2.388 m) e al sottostante rifugio Biella (in tedesco Seekofelhütte, 2.327 m), gestito dal CAI di Treviso. Alla forcella, è possibile prendere un sentiero di maggiore difficoltà che porta sino alla vetta della Croda. Dal rifugio, invece, si continua percorrendo il sentiero n. 23 che, costeggiando l'Alpe di Sennes, valica la forcella Riodalato (anche nota come Forcela de Riciogogn, a 2.331 m) e quindi scende fino al sentiero n. 19, che ricollega al lago di Braies. Nonostante questa sia una delle maggiori vie per accedere alla Croda del Becco, anche l'itinerario per il verso opposto è effettuabile.

## Galleria d'immagini

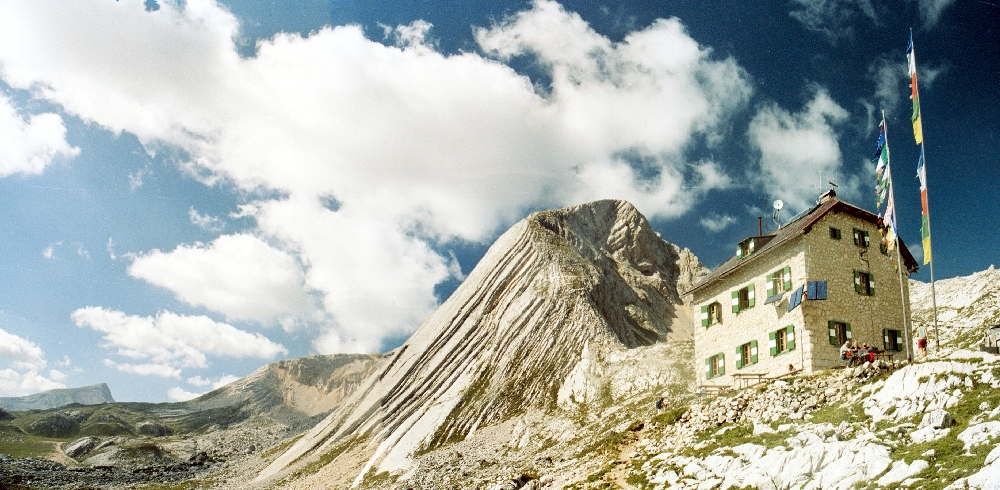
Il rifugio Biella con la vetta della Croda del Becco
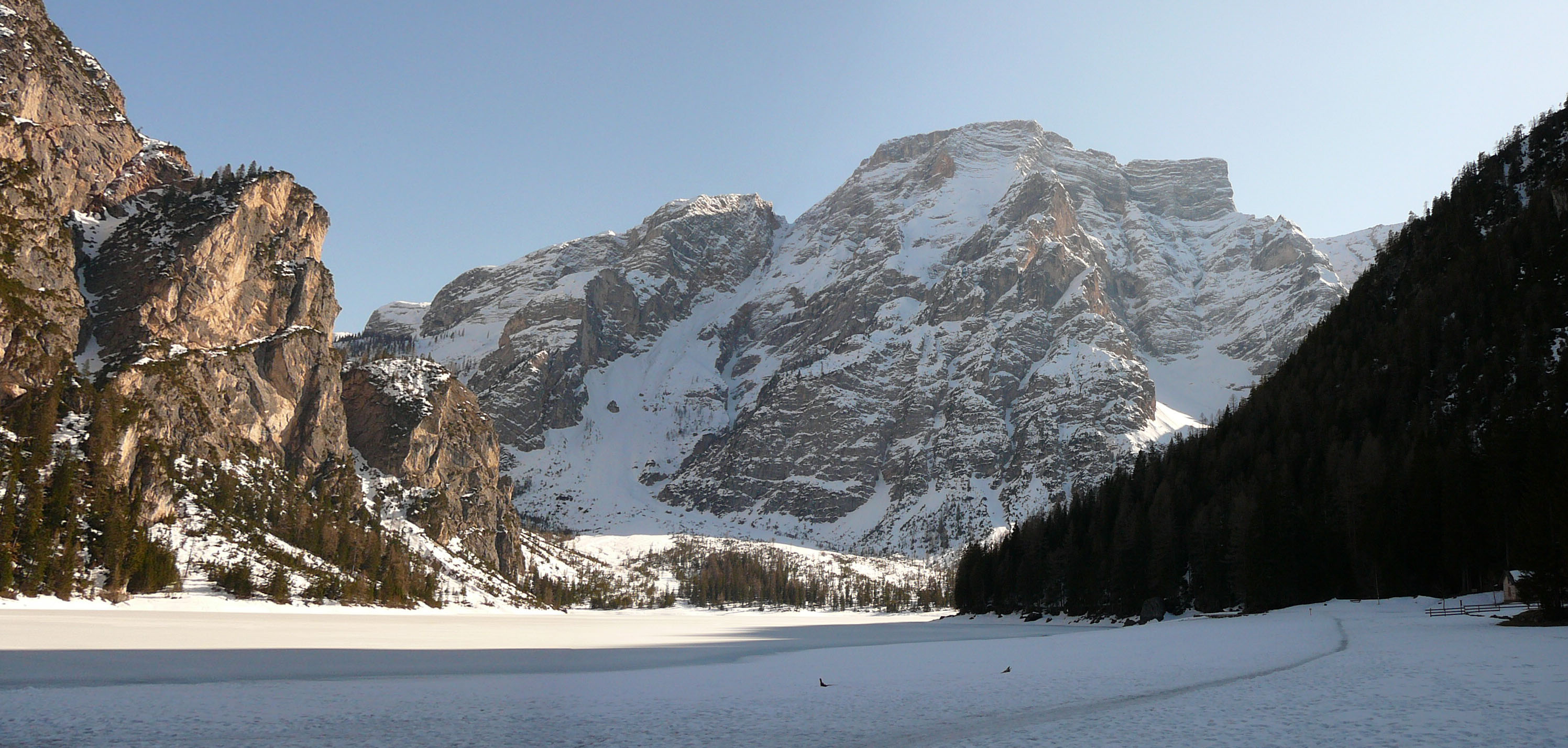
Lago di Braies ghiacciato con la Croda sullo sfondo
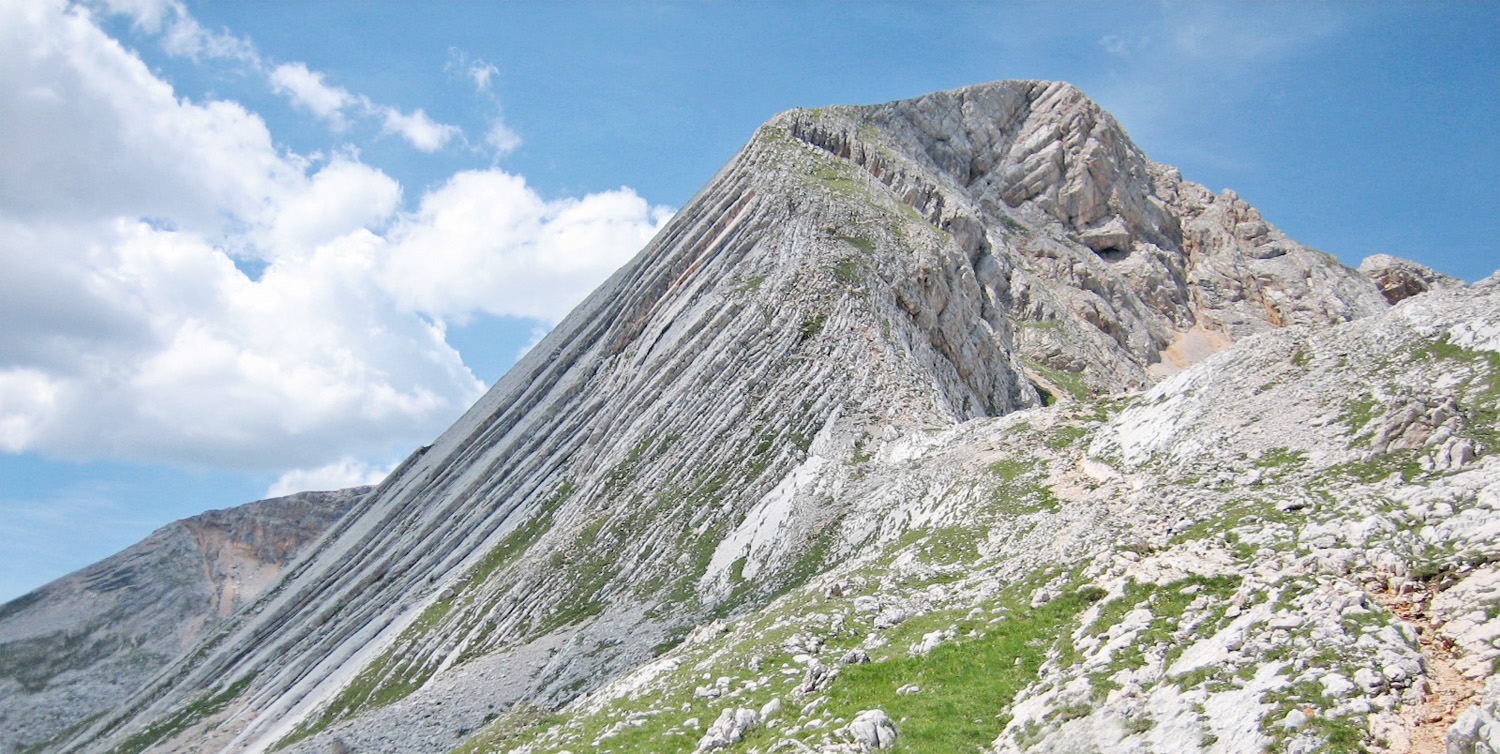
La vetta della Croda del Becco
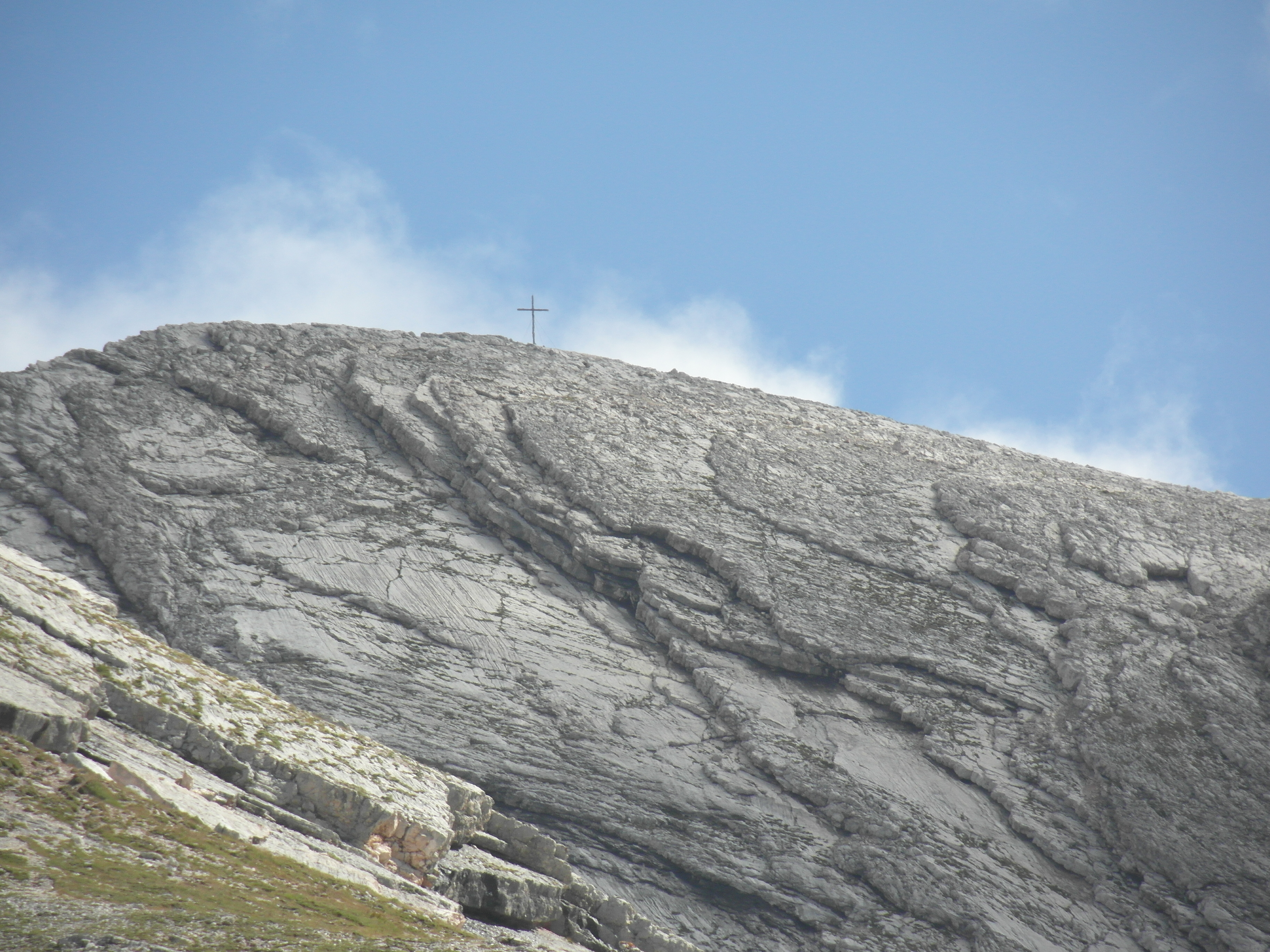
La croce sulla vetta
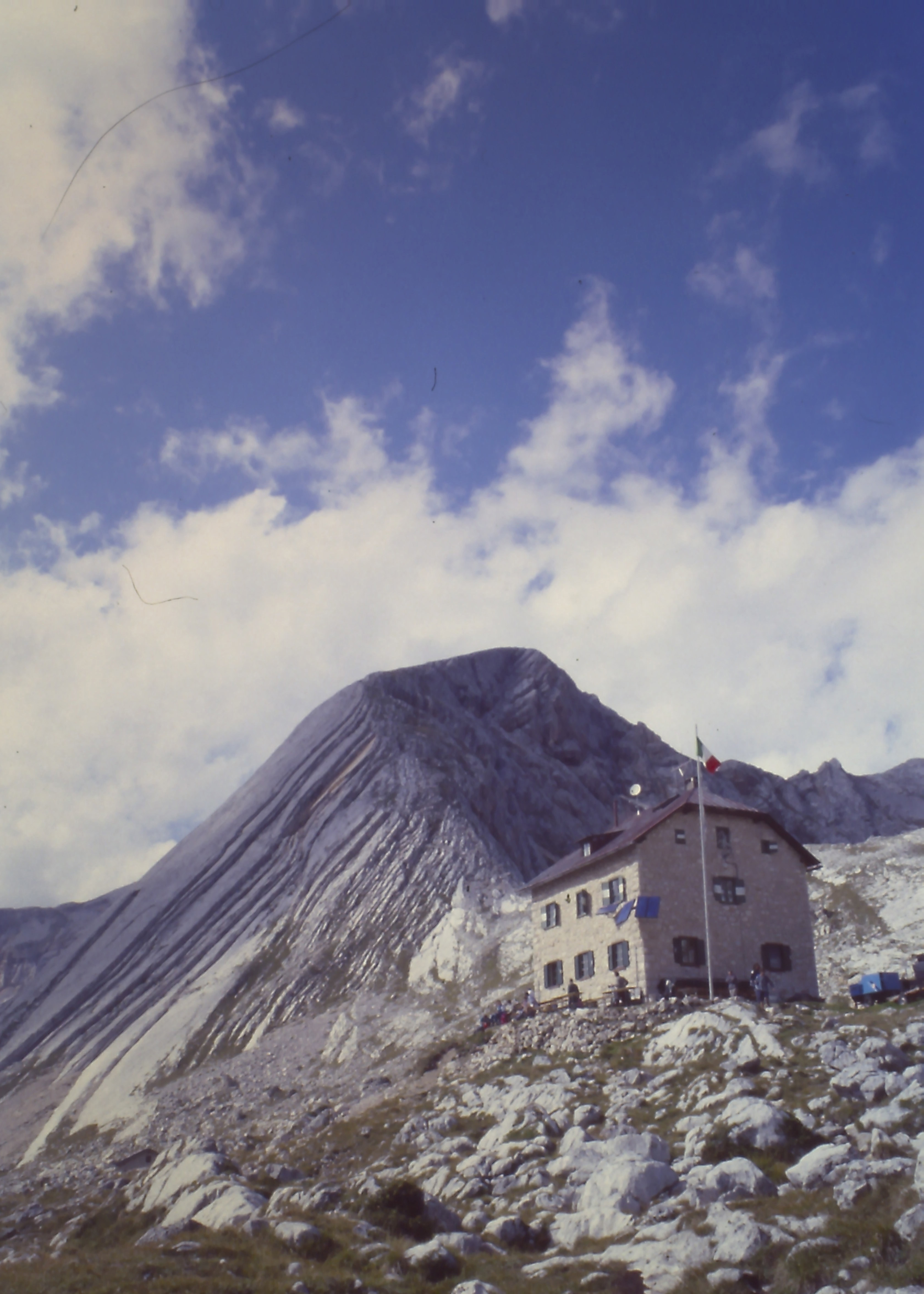
La Croda del Becco con ai suoi piedi il rifugio Biella